# أل هنتر
أل هنتر (بالإنجليزية: Al Hunter)‏ هو لاعب كرة قدم أمريكية أمريكي، ولد في 21 فبراير 1955 في غرينفيل في الولايات المتحدة.

## وصلات خارجية
- أل هنتر على موقع مرجع كرة القدم المحترفة.كوم (الإنجليزية)